# Coal Creek (Beluga Lake)
Der Coal Creek ist ein 56 Kilometer langer Zufluss des Beluga Lake im zentralen Süden des US-Bundesstaats Alaska.

## Verlauf
Der Coal Creek entspringt im Nordosten der Tordrillo Mountains in der Nähe des Hayes-River-Passes. Der Fluss fließt in überwiegend südöstlicher Richtung durch das Bergland. Von rechts mündet ein namenloser Nebenfluss in den Coal Creek. Dieser entwässert nördlich des Strandline Lake das einzige Gletschergebiet im Einzugsgebiet des Coal Creek. Der Coal Creek nimmt im Unterlauf noch den West Fork Coal Creek ebenfalls von rechts auf und mündet schließlich in das Nordufer des Beluga Lake. Etwa 13 Kilometer oberhalb der Mündung befindet sich 500 Meter vom linken Flussufer entfernt der Coal Creek Lake.

## Name
Benannt wurde der Fluss im Jahr 1958 vom United States Geological Survey (USGS). Der Name (coal englisch für „Kohle“) bezieht sich vermutlich auf ein am Flusslauf entdecktes Kohlevorkommen.